# Jan Mulder (Fußballspieler)

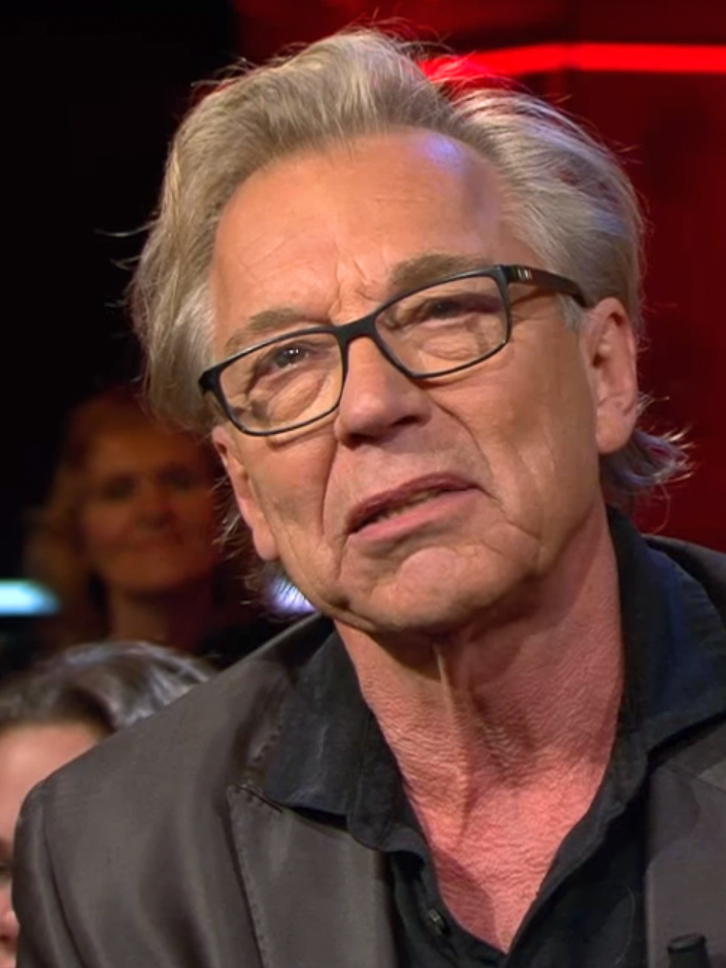
Jan Mulder (2017)

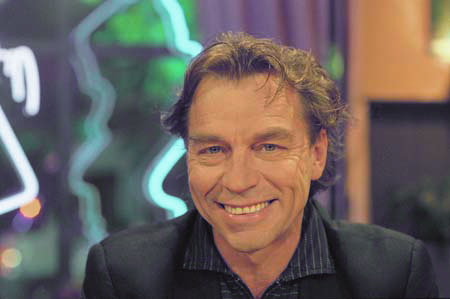
Jan Mulder (1998)

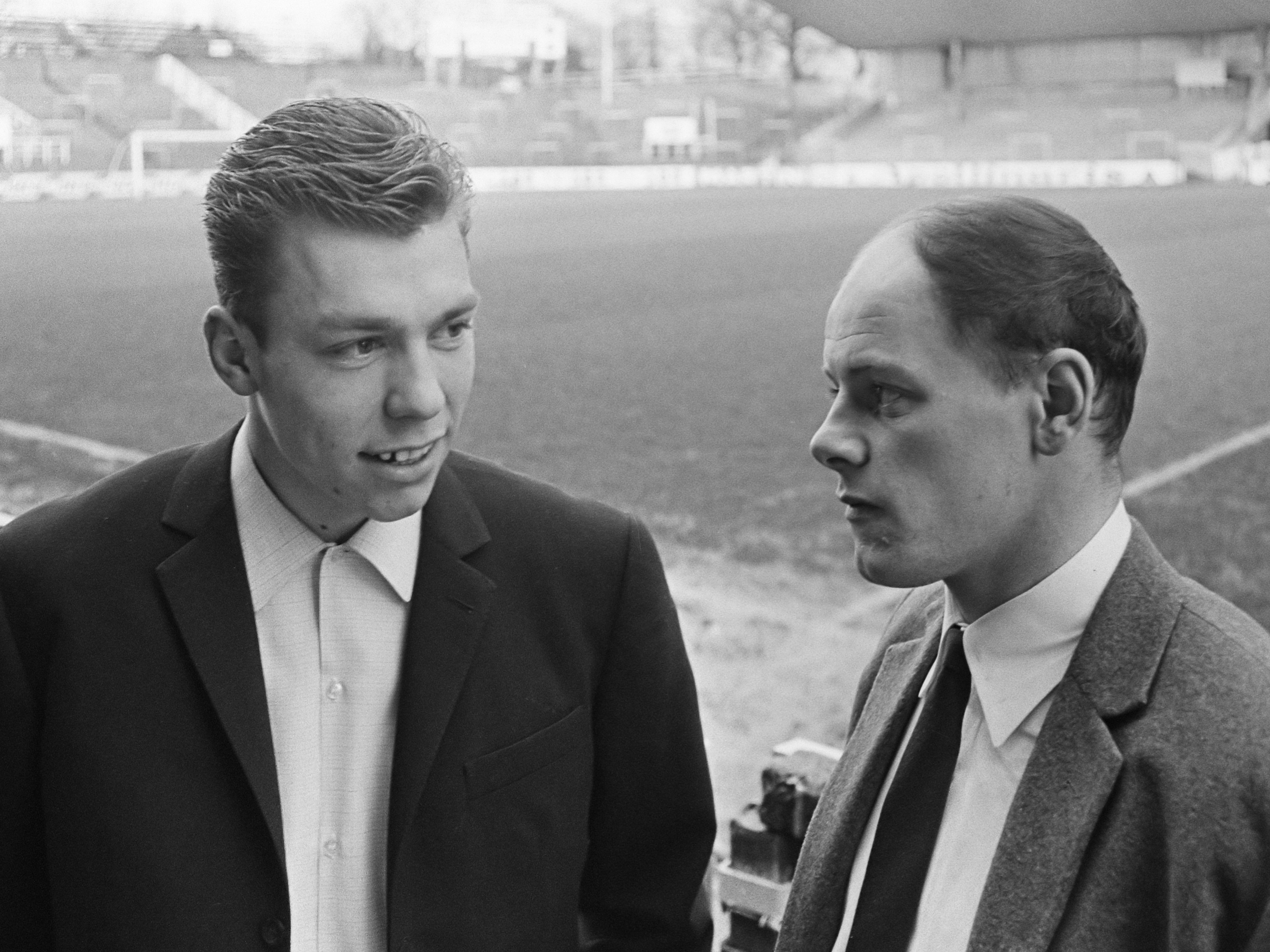
Jan Mulder mit Gerard Bergholtz (1966)

Johan „Jan“ Mulder (* 4. Mai 1945 in Bellingwolde, Provinz Groningen) ist ein ehemaliger niederländischer Fußballspieler, Kolumnist, Autor und Fernsehkommentator.
Mulder wuchs im niederländischen Winschoten auf. Von 1965 bis 1972 spielte der Stürmer für den belgischen Erstligisten RSC Anderlecht und erzielte in 145 Ligaspielen 91 Tore. In der Saison 1966/67 war er mit 20 Toren bester Torschütze der Liga. 1972 wechselte Mulder für drei Jahre zu Ajax Amsterdam in die holländische Eredivisie. In 56 Spielen traf er 16-mal das Tor. Er spielte fünfmal in der holländischen Nationalelf und erzielte dabei ein Tor. 
Als Kolumnist schrieb er unter anderem für die niederländischen Wochenzeitschriften De Tijd und Elsevier. Außerdem schrieb er zusammen mit dem Schriftsteller Remco Campert eine Kolumne in der Zeitung de Volkskrant. Gemeinsam mit Campert machte er Theatertourneen mit literarischen Programmen. („De Teen“ (1993) und „Herinneringen“ (1995)). Bis Mai 2006 war Mulder als Dauergast der Diskussionssendung Barend & Van Dorp, die erst von RTL 4 und später von Talpa ausgestrahlt wurde, zu sehen. 
Mulder ist der Vater des ehemaligen Fußballers und Sportkommentators Youri Mulder.

## Schriften
- Opmars der strafschopgebieden. 1978.
- Diva in Winschoten. 1988.
- De vuurspuwer van Ootmarsum. 1991.
- De vrouw als karretje. 2001.